# Ctenorhachis
Ctenorhachis is een geslacht van uitgestorven Synapsida behorend tot de Sphenacodontidae. Er is slechts een soort benoemd: Ctenorhachis jacksoni, wiens fossielen zijn gevonden in Texas in lagen uit het Vroeg-Perm. Alleen een bekken en een paar wervels zijn gevonden, en deze werden vervolgens door Hook en Hotton in 1991 benoemd. Ctenorhachis was een gevaarlijke carnivoor die leefde in de wouden en rotslandschappen van die tijd.

## Vondst en naamgeving
In mei 1988 groeven Robert W. Hook en Daniel S. Chaney ten zuidoosten van Fulda, Baylor County, Texas, het skelet op van een synapside. In april 1989 werd in Archer County een tweede skelet ontdekt en opgegraven, met medewerking van N. Hotton en D.B. Jackson.
In 1991 werd de typesoort Ctenorhachis jacksoni benoemd en beschreven door Hook en Nicholas Hotton III. De geslachtsnaam is afgeleid van het Oudgrieks κτείς, kteis, 'kam', en ῥάχις, rhachis, 'ruggengraat', een verwijzing naar de doornuitsteeksels die samen een rugkam vormen. De soortaanduiding eert wijlen Daniel B. Jackson. De geslachtsnaam is een suggestie door Donald Baird.
Het holotype USNM 437710 is gevonden in een laag van de Petroliaformatie. Het vertegenwoordigt het eerste gevonden skelet. Het bestaat uit een reeks van eenendertig wervels waaronder vier halswervels, twintig ruggenwervels, drie sacrale wervels en vier staartwervels, het bekken en ribben.
Het tweede specimen, USNM 437711, is aan de soort toegewezen. Het is gevonden in de Noconaformatie. Ook dit is een skelet zonder schedel. Het omvat twee losse halswervels, twee losse ruggenwervels, een reeks van twaalf ruggenwervels, vermoedelijk de achtste tot en met negentiende, ribben en een stuk interclaviculum.

## Uiterlijke kenmerken
De beschrijvers reconstrueerden het skelet met een lengte van twee meter.
De beschrijvers gaven één onderscheidend kenmerk: de rugkam bestaat uit korte doornuitsteeksels die naar boven taps toelopen en eindigen in enkelvoudige, zijdelings afgeplatte platen.
Ctenorhachis onderscheidde zich van leden van de eerdere Haptodontidae als Haptodus in zijn grootte, maar ook omdat Ctenorhachis een paar uitsteeksels op de wervels had die bij het verwante geslacht Dimetrodon een zeil vormen. Haptodus en andere leden van de Haptodontidae hadden dit niet.  De loophouding van Ctenorhachis leek waarschijnlijk veel op die van huidige krokodilachtigen. De staart was vrij lang en sleepte waarschijnlijk over de grond tijdens het lopen. Ctenorhachis was in vergelijking met vroegere sphenacodonten als Haptodus zeer groot, en werd met twee meter twee keer zo lang als de één meter lange Haptodus. In vergelijking met verwante leden van de Sphenacodontia als Dimetrodon had Ctenorhachis een normale grootte.

## Levenswijze
Ctenorhachis was een van de grootste dieren van zijn tijd, en had daarom weinig vijanden. Het was vermoedelijk een roofdier. Waarschijnlijk had hij net als zijn verwanten een grote lange kop met grijptanden. Het was een dagdier, dat 's nachts sliep. Ctenorhachis legde nog eieren, omdat van dieren die dichter bij de placentale zoogdieren stonden, zoals het vogelbekdier en andere eierleggende zoogdieren, bekend is dat zij nog wel eieren leggen. Over het nestelgedrag van Ctenorhachis is zeer weinig bekend. Het waarschijnlijkst is dat hij zijn eieren in een ondergrondse kuil legde, zoals de varanen van vandaag de dag nog steeds doen. Als de eieren uitkwamen moesten ze eerst door de eierschaal heen komen, waar ze een speciale eiertand voor hadden. Als ze er uit kwamen moesten ze zich nog uit zien te graven. Of de ouders een speciale band hadden met de jongen en ze leerden hoe ze moesten jagen is niet bekend. Er zijn zelfs aanwijzingen van het tegendeel omdat bij een verwant geslacht in de buik de jongen van die soort zijn aangetroffen. Het zou kunnen zijn dat de dieren levendbarend waren, maar waarschijnlijk waren ze toch het slachtoffer van kannibalisme. Het zou kunnen dat Ctenorhachis dit ook deed. Ctenorhachis was waarschijnlijk een solitair dier, en leefde dus niet in groepen. Waarschijnlijk kwamen volwassen exemplaren van Ctenorhachis elkaar alleen per toeval tegen en zochten ze elkaar op in de paartijd.

## Ecologie
Ctenorhachis leefde in Noord-Amerika in het Laat-Perm, waar hij het grootste roofdier was. Hij had geen concurrenten, en had van geen enkel dier iets te vrezen. Voordat Ctenorhachis de niche van toproofdier innam werd die uitgevoerd door grote "amfibieën" (niet behorend tot de moderne groep van de Lissamphibia) als Eryops, die voor Ctenorhachis leefde, maar ook in dezelfde tijd als Ctenorhachis voorkwam. Ctenorhachis verdrong deze grote "amfibieën" snel, omdat hij sneller, groter en gespecialiseerder was. Bovendien hoefde Ctenorhachis niet naar het water terug te keren. Ctenorhachis werd in het midden van het Vroeg-Perm vervangen door zijn nauwe verwanten en mogelijk ook nazaten, de meer geavanceerde leden van de familie der Sphenacodontidae als Dimetrodon en Sphenacodon. Later vervingen vroege leden van de orde der Therapsida als Biarmosuchus, Phthinosuchus en Eotitanosuchus de sphenacodonten, hoewel er behalve Tetraceratops, een mogelijke therapside, geen therapsiden uit Noord-Amerika van het Perm bekend zijn. Ctenorhachis leefde in het vroege tot middelste gedeelte van het Vroeg-Perm in Noord-Amerika samen met andere leden van de Sphenacodontia als Haptodus, Paleohatteria en Pantelosaurus, leden van de familie der Edaphosauridae als Ianthasaurus, leden van de familie der Ophiacodontidae als Stereophallodon, leden van de familie der Lupeosauridae als Lupeosaurus, captorhiniden als Labidosaurus, grote "amfibieën" als Eryops en zoetwaterhaaien als Xenacanthus en Orthacanthus.

## Fylogenie
Ctenorhachis is een lid van de grote groep der Synapsida. Tot deze behoren de zoogdieren en de zoogdierreptielen, ook bekend als zoogdierachtige reptielen. Tot de onnatuurlijke groep der zoogdierreptielen werden vroeger de Pelycosauria (basale eupelycosauriërs en Caseasauria) en de therapsiden gerekend. Ctenorhachis behoort tot de groep van de basale eupelycosauriërs en daarbinnen tot de Sphenacodontidae.
Volgens het beschrijvende artikel uit 1991 was Ctenorhachis het meest basale lid van de sphenacontiden. Dat leidde men af uit de lage rugkam die een voorloper zou zijn geweest van hogere kammen bij Dimetrodon. Van alle leden van de Sphenacodontidae zou Ctenorhachis dan het nauwst verwant zijn geweest aan 'primitieve' leden van de Sphenacodontia als Haptodus en Cutleria. Tot de nauwste verwanten van Ctenorhachis behoren Cutleria, de meest geavanceerde van de vroege sphenacodonten, Sphenacodon, een ander basaal lid van de Sphenacodontidae, hoewel minder basaal dan Ctenorhachis, dat zich onderscheidde van andere leden van de Sphenacodontidae door het hebben van slechts een klein zeil, in plaats van een gemiddeld zeil, zoals Ctenospondylus, of een groot zeil, zoals Dimetrodon, Neosaurus, een klein lid van de Sphenacodontidae, dat in Frankrijk leefde tijdens het Vroeg-Perm, en Bathygnathus, een ander zeer geavanceerd lid van de primitieve Sphenacodontia. In 1991 werd nog geen exacte cladistische analyse uitgevoerd.
Tegenwoordig echter wordt aangenomen dat een hoog zeil oorspronkelijk was voor de groep. Ctenorhachis is dan geen basale maar juist een afgeleide vorm die secundair zijn hoog rugzeil verloren heeft.